# Ектор Лаво
Е́ктор Лаво́ (ісп. Héctor Lavoe), справжнє ім'я Е́ктор Хуан Пе́рес Марті́нез (ісп. Héctor Juan Pérez Martínez) (*30 вересня 1946, Понсе, Пуерто-Рико — †29 червня 1993, Нью-Йорк, США) — американський співак. Працював у жанрі сальса.

## Біографія
Ектор Хуан Перес Мартінез народився 30 вересня 1946 в місті Понсе, що в Пуерто-Рико, в сім'ї Франсіски Мартінез (ісп. Francisca Martínez) та Луїса Переса (ісп. Luis Pérez). Мати Ектора володіла чудовим голосом, хоч і не була професійною співачкою, музичні здібності мали також його дід, Дон Хуан Мартінез, та дядько. Все це частково вплинуло на обрання Ектором свого роду діяльності.
Ектору було лише чотири роки, коли померла його мати, пізніше він втратив і свого брата, який загинув в автокатастрофі. В сімнадцятирічному віці, залишивши музичну школу, переїхав до Нью-Йорка. Там він у 1960-1970-х розпочав свою вокальну кар'єру, ставши одним із перших виконавців у жанрі сальса, який тоді ще тільки з'явився, працюючи солістом у секстеті Роберто Гарсії та ряді інших музичних ансамблів. У 1966 долучився до оркестру Віллі Колона як соліст. За вісім років співробітництва вони разом записали та випустили чотирнадцять альбомів. Однак у 1973 співпраця Колона та Лаво добігла кінця, після чого останній розпочав сольну кар'єру, в ході якої тільки підтвердив свої вокальні здібності. В цей час Лаво записав ряд пісень, які врешті стали хітами, — «El cantante», «Periódico de ayer», «Bandolera» та ін. У 1987 вийшов останній альбом Лаво «Strikes Back», який було номіновано на премію Греммі.
Ектор Лаво пережив багато трагедій у своєму житті — крім матері та брата, він втратив також сина, який загинув у сімнадцятирічному віці, тещу, яку було вбито, та батька, який помер перед цим. Всі ці події, а також алкоголь і наркотики, повністю виснажують Ектора. В ході вживання наркотиків співак заразився ВІЛ. У 1988 він намагається покінчити життя самогубством, вистрибнувши з восьмого поверху готелю, розташованого в Ель-Кондадо. Однак питання, чи це насправді була спроба суїциду, або ж Ектор просто зробив це під сильним впливом наркотичних речовин, залишається дискусійним. Співак вижив, проте здоров'я його відтепер почало сильно погіршуватися. Після цього деякий час він виступав здебільшого у клубах, однак стан здоров'я все менше дозволяв йому робити це. Останній великий виступ Ектора відбувся в Нью-Джерсі у 1990. У 1992 в клубі «S.O.B.», що в Нью-Йорку, відбувся останній публічний виступ Ектора Лаво як такий. Після цього співак більше не виступав.
Ектор Лаво помер 29 червня 1993 у Нью-Йорку від хвороб, пов'язаних зі СНІДом. Був похований спочатку на цвинтарі Saint Raymond's Cemetery у Бронксі, потім — разом з сином у рідному Понсе (з червня 2002).

## Особисте життя
Незадовго після прибуття до Нью-Йорка у Ектора зав'язалися стосунки з Кармен Кастро. Однак до шлюбу справа не дійшла, попри навіть вагітність Кастро від співака. Кармен народила сина Хосе Альберто Переса 30 жовтня 1968.
В цей же час співак мав стосунки з жінкою на ім'я Нільда Георгіна «Пучі» Роман (ісп. Nilda «Puchi» Román), яка згодом також народила сина, якого назвали Ектором. Сталося це 25 вересня 1969. Потім Ектор та Нільда одружилися.
Ектор Лаво, незважаючи на те, що був одружений з Нільдою «Пучі» Роман, продовжував підтримувати стосунки з Кармен та старшим сином Хосе Альберто.

## Дискографія

### У співробітництві з Віллі Колоном
- 1967 El Malo
- 1968 The Hustler
- 1968 Guisando
- 1969 Cosa Nuestra
- 1970 La Gran Fuga
- 1971 Asalto Navideño
- 1972 El Juicio
- 1973 Asalto Navideño Vol. 2
- 1973 Lo Mato
- 1975 The Good, The Bad, The Ugly
- 1983 Vigilante

### Сольна кар'єра
- 1975 La Voz
- 1976 De Ti Depende
- 1978 Comedia
- 1979 Feliz Navidad
- 1979 Recordando a Felipe Pirela
- 1980 El Sabio
- 1981 Que Sentimiento
- 1985 Revento
- 1987 Strikes Back

## Фільми
- 1972 Our Latin Thing (документальний)
- 1974 Celia Cruz and the Fania Allstars in Africa
- 1976 Salsa
- 1983 The Last Fight